# Чемпионат мира по маунтинбайк-марафону 2009
7-й Чемпионат мира по маунтинбайк-марафону (2009 UCI Mountain Bike Marathon World Championships) был проведён 23 августа 2009 года в австрийской коммуне Штаттег близ города Грац.

## Мужчины
| Место | Страна | Гонщик           | Время         |
| ----- | ------ | ---------------- | ------------- |
| 1     | BEL    | Роэль Паулиссен  | 4:34:36,8 час |
| 2     | AUT    | Албан Лаката     | + 0:51,3 мин  |
| 3     | SUI    | Кристоф Заузер   | + 4:39,8 мин  |
| 4     | AUT    | Кристоф Сокап    | + 5:54,7 мин  |
| 5     | GER    | Вольфрам Куршат  | + 6:06,4 мин  |
| 6     | RUS    | Алексей Медведев | + 7:13,2 мин  |
| 7     | ITA    | Дарио Циони      | + 8:49,2 мин  |
| 8     | RSA    | Кевин Эванс      | + 9:03,0 мин  |

Время старта: 10:30

Дистанция: 103,9 км

Высота: 3.818 м
В общей сложности в гонке приняли участие 130 спортсменов, из них 116 достигли финиша, ни один гонщик не был дисквалифицирован.
Победитель предыдущего чемпионата — Роэль Паулиссен из Бельгии.

## Женщины
| Место | Страна | Гонщик             | Время         |
| ----- | ------ | ------------------ | ------------- |
| 1     | GER    | Сабине Шпитц       | 4:24:15,9 час |
| 2     | SUI    | Эстер Зусс         | + 0:01,7 мин  |
| 3     | SUI    | Петра Хенци        | + 2:51,9 мин  |
| 4     | SUI    | Эрика Дихт         | + 4:33,9 мин  |
| 5     | GER    | Елизавета Брандау  | + 10:30,5 мин |
| 6     | FIN    | Пия Сандстед       | + 13:09,1 мин |
| 7     | USA    | Моника Пуа Савицки | + 17:14,2 мин |
| 8     | SUI    | Милена Ландтвинг   | + 20:36,4 мин |

Время старта: 10:45

Дистанция: 84,1 км

Высота: 3 061 м
В общей сложности в гонке приняли участие 54 спортсменки, из них 49 достигли финиша, ни одна гонщица не была дисквалифицирована.
На последнем подъёме Сабине ещё не оторвалась от своих соперниц, но на спуске Хенци отстала из-за технической проблемы. Затем Сабине рывком оторвалась от Зусс и финишировала первой.
Гунн-Рита Дале, действующая и четырёхкратная чемпионка мира по MTB-марафону, закончила гонку на 13-м месте. 22 марта того же года она стала матерью и почти не принимала участия в гонках прошедшего сезона.

## Медальный зачёт
| Место | Страна    |   |   |   |   |
| ----- | --------- | - | - | - | - |
| 1     | Германия  | 1 | 0 | 0 | 1 |
| 1     | Бельгия   | 1 | 0 | 0 | 1 |
| 3     | Швейцария | 0 | 1 | 2 | 3 |
| 4     | Австрия   | 0 | 1 | 0 | 1 |
| Всего | Всего     | 2 | 2 | 2 | 6 |